# Will Dissly
Will Dissly (Bozeman, Montana, 8 de julio de 1996) apodado Uncle Will, es un jugador profesional estadounidense de fútbol americano que se desempeña en la posición de tight end en Seattle Seahawks, equipo de la National Football League (NFL).

## Carrera
Fue seleccionado en la cuarta ronda en la Reunión Anual de Selección de Jugadores de la NFL de 2018. Hizo su debut profesional con el equipo Seattle Seahawks, donde lleva jugando seis temporadas.